# Павлюк Петро Степанович
Петро́ Степа́нович Павлю́к — (3 липня 1974— 29 березня 2022, Миколаїв) — старшина Збройних сил України, учасник російсько-української війни.

## Життєпис
У 2014 році воював на Донбасі у зоні антитерористичної операції. Після повернення до Миколаєва був заступником голови громадської організації «Миколаївський обласний союз ветеранів та учасників Антитерористичної операції», яка опікувалася українськими бійцями.
2022 року через повномасштабне вторгнення Росії в Україну вступив до лав територіальної оборони Миколаєва. Загинув під час ракетного удару по будівлі Миколаївської обласної державної адміністрації 29 березня 2022. Прощалися з ним 1 квітня у Кафедральному соборі Касперівської ікони Божої Матері в Миколаєві.

## Нагороди
- 31 жовтня 2014 року за особисту мужність і героїзм, виявлені у захисті державного суверенітету та територіальної цілісності України, вірність військовій присязі під час російсько-української війни, відзначений — нагороджений орденом «За мужність» III ступеня.
- У грудні 2017 року з нагоди Дня Збройних Сил України нагороджений відзнакою «Хрест Святого Миколая».